# ベルヴィル駅
ベルヴィル駅 (ベルヴィルえき、仏：Belleville) は、フランス・パリの10区、11区、19区及び20区の境にあるメトロ (地下鉄) の駅。2号線と11号線を利用することができる。

## 概要
ベルヴィル駅は、パリの地下鉄メトロの駅。2号線と11号線が利用可能である。パリ東部の10区、11区、19区及び20区の境界にあり、ベルヴィル大通り、ベルヴィル通り、フォブール＝デュ＝タンプル通り、ラ・ヴィレット大通りの交差点に位置している。
1903年1月31日、2号線の駅として開業した。駅名は、駅が存在する地区（カルチェ）の名前「ベルヴィル」（かつて存在したコミューンの名でもある。）にちなんで名付けられた。付近には、13区に次ぐ規模の中華街がある 。

## 駅周辺

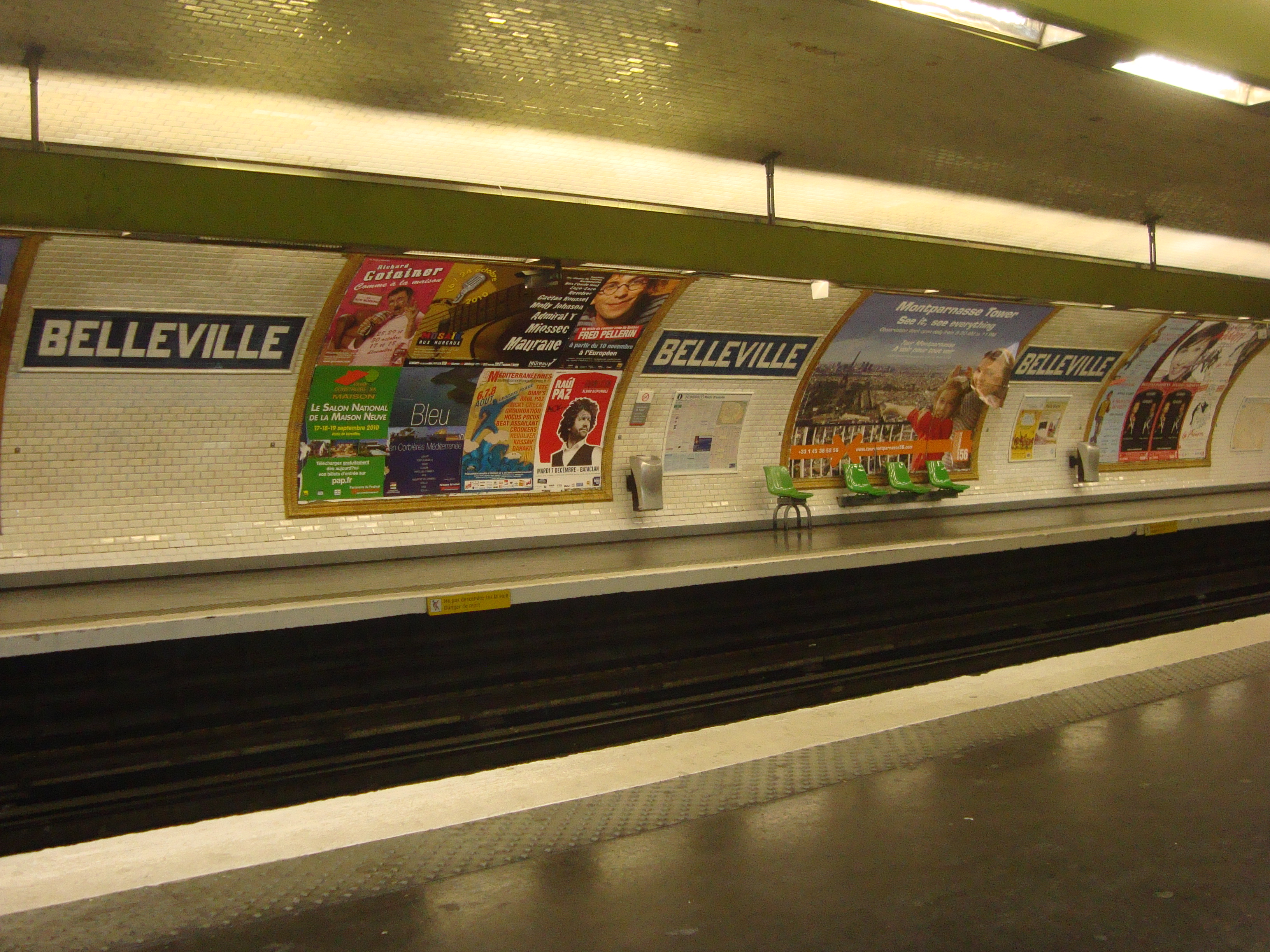
11号線のベルヴィル駅

- レブヴァル庭園 （Jardin Rébeval）

## 隣の駅
パリメトロ
■2号線
コロネル・ファビアン駅 （Colonel Fabien） - ベルヴィル駅 - クロンヌ駅 （Couronnes）
■11号線
ゴンクール駅 （Goncourt） - ベルヴィル駅 - ピレネー駅 （Pyrénées）